# Saint-Quirc
Saint-Quirc település Franciaországban, Ariège megyében. Lakosainak száma 369 fő (2022. január 1.). Saint-Quirc Lissac, Cintegabelle és Gaillac-Toulza községekkel határos.

## Népesség
A település népessége az elmúlt években az alábbi módon változott:
| Lakosok száma | 253  | 237  | 221  | 334  | 397  | 382  | 368  | 371  | 370  | 369  |
|               | 1968 | 1982 | 1990 | 2006 | 2013 | 2015 | 2017 | 2019 | 2020 | 2022 |